# Камель Абу Джабер
Камель Абу Джабер (араб. كامل أبو جابر), (англ. Kamil Salih Abu Jabir) (1932, Амман) — йорданський науковець, політик та дипломат. Президент Йорданського інституту близькосхідних досліджень. Колишній президент Йорданського інституту дипломатії. Колишній сенатор парламенту Йорданії; Міністр закордонних справ Йорданії. Професор політичних наук (Університет Йорданії, Амман).

## Наукова діяльність
Постдокторські дослідження у сходознавстві, Принстонський університет, США (1962-1963); Ступінь доктора політичних наук, Сіракузький університет, США (1965); Професор політології (1971-1979, 1980-1985); Декан факультету економіки та торгівлі (1972-1979); Директор Центру стратегічних досліджень Університету Йорданії; Доцент з політичних наук у Сміт-коледжі, США (1967-1969); Відвідуючий професор Картер-центру університету Еморі (Атланта, США) (1989). Глава Королівського центру міжконфесійних досліджень Йорданії, професор.

## Політична кар'єра
Міністр економіки 1973 року; Міністр закордонних справ Йорданії (1991-1993); Сенатор у верхній палаті парламенту Йорданії (1993-1997); 
Президент Йорданського інституту дипломатії (1997-2001); Президент Вищої ради інформації (2001-2002). 
У 1991 році в якості міністра закордонних справ Йорданії, керував йорданськими та палестинськими делегаціями на Мадридській мирній конференції.. 
28 березня 2011 року брав участь в роботі Міжнародної конференції «Світові релігії і громадянське суспільство проти ненависті і екстремізму» в Києві, Україна.

## Автор наукових праць
Професор Абу Джабер написав численні книги та статті про Йорданію, Ізраїль, Сирію, Ірак, Палестину.
- Палестинці: люди оливкового дерева (1993)
- Політичні партії та вибори в Ізраїлі (1985)
- Економічні потенціали Йорданії (1984)
- Ізраїльська політична система (1973)
- Сполучені Штати Америки та Ізраїль (1971)
- Арабська соціалістична партія Бааса (1966)
- Йорданці та народи Йорданії
- Sheepland: A Portrait of the Life of Sheep. London: Hesperus Press, 2004